# Розуван, Алексей Михайлович
Алексей Михайлович Розуван (род. 9 ноября 1947, Мельня, Сумская область) — российский политический деятель, депутат Государственной Думы ФС РФ четвёртого (2003—2007) и пятого созыва (2007—2011).

## Биография
Заслуженный юрист Российской Федерации, начальник Управления внутренних дел по Кировской области (1987—2003).

### Депутат госдумы
7 декабря 2003 года был избран депутатом Государственной Думы РФ четвёртого созыва по Кировскому одномандатному избирательному округу № 93 Кировской области.
В 2007 году был избран депутатом Государственной Думы РФ пятого созыва в составе федерального списка кандидатов, выдвинутого Всероссийской политической партией «Единая Россия».